# Märtha Adlerstråhle
Märtha Adlerstråhle (Torpa, 16 de junho de 1868 - 4 de janeiro de 1956) foi uma tenista sueca. Medalhista olímpica com um bronze, em 1908, em simples indoor.